# Antonio Maldonado (oidor)
Antonio Maldonado (Salamanca, siglo XVI – México, siglo XVII), funcionario español.
Sus padres eran Hernando Fernández Maldonado y Catalina de Herrera. Se graduó en la Universidad de Salamanca y en 1578 fue descrito como «buen letrado». Trabajó en corregimientos hasta ser nombrado, por consulta del 11 de abril y título del 28 de abril de 1578, oidor de la Real Audiencia de Guadalajara (en reemplazo de Santiago de Vera). 
Por consulta del 4 de mayo y título del 1 de junio de 1585 fue designado alcalde del crimen de la Real Audiencia de México, y cuatro años después, en 1589, oidor de la misma, por consulta del 11 de noviembre de 1588, y título del 9 de agosto de 1589. Sirvió hasta jubilarse el 17 de octubre de 1602.
Contrajo matrimonio con Leonor Zapata Osorio de Madrid, hija de Pedro Zapata Osorio y María de Vera. Tuvo por hijo a Francisco Zapata Maldonado.